# Mongol futóegér
A mongol futóegér vagy más néven mongol versenyegér (Meriones unguiculatus) az emlősök (Mammalia) osztályának a rágcsálók (Rodentia) rendjébe, ezen belül az egérfélék (Muridae) családjába tartozó faj, amelyet házikedvencként is lehet tartani.
Örökmozgó és rendkívül barátságos, "szocializált" rágcsáló. Közel 30 éve vált házikedvenccé. A többi egérhez viszonyítva ez a fajta egyáltalán nem büdös, ezért lakásban ilyen egeret célszerű tartani.

## Külső leírása
Nagyobb, mint egy egér és kisebb, mint egy patkány. A kifejlett állat testhossza akár 15 centiméter is lehet. Farka 13-15 centiméter hosszú. Színe nagyon változatos.

## Tartása

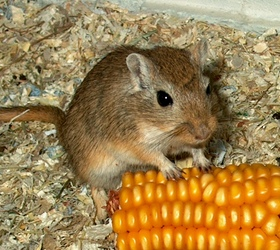

Tartása nem nehéz feladat, ezért kisgyermekeknek is ajánlott. Nagy helyre van szükségük. 2-3 egyed tartásakor minimum 80x40 cm-es alapterületű és 50–60 cm magas terrárium szükséges. Azért kell ekkora méretű terrárium, mert futóegerek lévén - ahogy nevük is mutatja - futkározni és ugrálni szoktak. A terrárium tetejére fémrács kell, mert az itatón felmászva kiugorhatnak.
Rendkívül mozgékony rágcsáló, nyughatatlan, egy helyben szinte sohasem látni. Mindig legyen a terráriumban valami játék. (Futókerék, WC papír guriga, műanyag cső, üres befőttesüveg)
Ne feledjük hetente legalább egy alkalommal alaposan kimosni! A terrárium aljára forgácsot, szénát vagy madárhomokot tegyünk, és gondoskodjunk egy kis házikóról, egy futókerékről és az egyéb játékokról is.
Teljes értékű tápokat, zöldségeket, gyümölcsöket adjunk nekik. Sivatagi állat révén keveset iszik. Olyan önitatót válasszunk, amelyet nem tudnak felborítani, vagy beszennyezni.
Soha ne adjunk nekik lédús gyümölcsöket, mert attól hasmenésük lesz.
Nagyon szeretik a magvakat: dió, mogyoró, tökmag stb. Zöldségek közül: uborka és répa javasolt. A gyümölcsfajtákból: málna, alma, esetleg banán.
Egész nap ébren van, nem úgy, mint pl. az aranyhörcsög. 2-3 órás ébrenlétet 3-4 óra alvás követ. Lehetőleg minden nap foglalkozzunk velük legalább 10 percet, így megszokják a szagunkat. Legalább 2 egeret kell együtt tartani, mert a magányos egér könnyen vaddá válhat.

## Szaporodása
A nemek meghatározásánál az ivarszervek és a végbélnyílás távolságát kell figyelembe venni. Ez a hímeknél kétszer olyan hosszú, mint a nőstényeknél. A fiatal hímek herezacskója fekete színű, és a hasi illatmirigyek kifejezettebbek.
A nőstény 21 napig vemhes. Egyszerre 3-8 utódot hoz világra. A kicsik 3 hétig szopnak. Az újszülötteket szigorúan tilos zaklatni. Ha gyakori a zaklatás, az anyjuk fölfalja őket. Amíg a picik fel nem nőnek, és el nem hagyják az otthont, addig ne takarítsuk a terráriumot.